# Boreomysis nobilis
Boreomysis nobilis är en kräftdjursart som beskrevs av Georg Ossian Sars 1879. Boreomysis nobilis ingår i släktet Boreomysis och familjen Mysidae. Inga underarter finns listade i Catalogue of Life.